# Барахоев, Бекхан Абдулхамидович
Бекха́н Абдулхами́дович Барахо́ев (род. 1 августа 1973, Назрань, Чечено-Ингушская АССР, РСФСР, СССР) — российский политический деятель и предприниматель, депутат Государственной думы VIII созыва от «Единой России» (с 2021 года). Член комитета Государственной Думы по безопасности и противодействию коррупции.

## Биография
Бекхан Барахоев родился 1 августа 1973 года в городе Назрань в многодетной семье (4 сына, 4 дочери). Отец работал в Назрановском райпо, мать посвятила свою жизнь семье и детям. Окончил школу № 2 в Назрани, в 1989 году поступил в Чечено-Ингушский государственный университет на факультет экономики (специальность — «бухгалтерский учёт, контроль и анализ хозяйственной деятельности в сельском хозяйстве»), который окончил в 1994 году. Работал на Назрановском хлебозаводе.
С марта 2000 года Барахоев был помощником-советником по экономическим вопросам первого президента Ингушетии Руслана Аушева. В 2001 году получил квалификационный разряд «Действительный государственный советник Республики Ингушетия». Затем работал помощником председателя комитета по делам воинов-интернационалистов при Совете глав правительств государств-участников СНГ. В 2004—2011 годах — помощник депутата Государственной Думы России Валерия Востротина, в 2011—2016 годах — помощник депутата Иосифа Кобзона. До 2021 года занимал должность вице-президента ЗАО «Вера-Олимп» (дочерняя компания Russ Outdoor).
19 сентября 2021 года избран депутатом Государственной Думы восьмого созыва в составе федерального списка «Единой России». Вошел в комитет по безопасности и противодействию коррупции.
Из-за поддержки российской агрессии и нарушения территориальной целостности Украины во время российско-украинской войны находится под персональными международными санкциями разных стран с 2022 года: всех государств Европейского союза (с 23 февраля), Канады (с 24 февраля), Швейцарии (с 25 февраля), Австралии (с 26 февраля), Великобритании (с 11 марта), США (с 24 марта), Японии (с 12 апреля), Новой Зеландии (с 3 мая), Украины (с 7 сентября).

## Семья
Бекхан Барахоев женат, воспитывает шестерых детей.